# Manfred Zimmermann (Mediziner)
Manfred Zimmermann (* 5. November 1933 in Herxheim bei Landau/Pfalz; † 11. Mai 2024) war ein deutscher Schmerzforscher.

## Leben
Nach dem Abitur 1953 am Naturwissenschaftlichen Gymnasium in Landau in der Pfalz (heute: Otto-Hahn Gymnasium) folgte 1953–1959 das Studium der Physik an der Technischen Hochschule Karlsruhe (1959 Diplom). Dort promovierte er 1965 zum Dr.-Ing. mit der Dissertation Wirkung von Röntgenstrahlung auf die Erregungsleitung von Kaltblüternerven.
Von 1964 bis 1969 arbeitete er als Wissenschaftlicher Assistent am II. Physiologischen Institut der Universität Heidelberg, Medizinische Fakultät bei Wolfgang Trautwein.
Ihm gelang 1968 als jungem Forscher die Widerlegung der kurz zuvor veröffentlichten Gate-Control-Theory in einem wesentlichen Punkt. 1969 erfolgte die Habilitation für Physiologie an der Medizinischen Fakultät der Universität Heidelberg, über „Präsynaptische Hemmung der Hautnerven im Rückenmark: Biophysik und Funktionsstruktur“ 1971–1999 war er Leiter der Abteilung für Physiologie des Zentralnervensystems und Stellvertretender Direktor des II. Physiologischen Instituts, Universität Heidelberg. 1973 erhielt Zimmermann eine Professur für Physiologie an der Medizinischen Fakultät der Universität Heidelberg.
In der Deutschen Gesellschaft zum Studium des Schmerzes (DGSS) war Zimmermann seit 1975 Gründungs- und Vorstandsmitglied, 1985–1996 Präsident und 1997–1999 Beirat. Er |war Veranstalter von mehreren Jahreskongressen 1980 bis 1995.
Nach Tätigkeiten für die International Association for the Study of Pain (IASP) in anderen Wissenschaftlichen Gesellschaften folgte 1973–1974 eine Gastprofessur an der Monash University, Melbourne, Australien. 1983 und 1992 war er Gastdozent an der Medizinischen Hochschule Wuhan, China, und 1985 Gastprofessor an der Universität Siena, Italien. 1999 erfolgte seine Emeritierung.
Seit 1974 war er Editor-in-Chief der internationalen Fachzeitschrift Neuroscience Letters.
Seit 2011 war er noch aktiv als langjähriger Ehrenvorsitzender der HUNTER Group (Heidelberg University Neural Therapy Education & Research Group), einer interdisziplinären Arbeitsgruppe der Universität Heidelberg zur Erforschung der wissenschaftlichen Grundlagen und der klinischen Anwendung der Therapeutischen Lokalanästhesie / Neuraltherapie.

## Ehrungen
- 1978: Pischinger-Preis der Österreichischen Akupunkturgesellschaft Wien
- 1985: René-Leriche-Preis der Akademie für Neuraltherapie Speyer
- 1988: Ehrenpreis des Schmerztherapeutischen Kolloquiums Frankfurt
- 1994: Verleihung der Ehrendoktorwürde „Dott. med. et chir. honoris causa“ durch die Universität Siena, Italien
- 1996: Rudolf Frey Preis der Schmerzgesellschaft Bremen
- 1998: Bayer Career Award Milano
- 2003: Ehrenpreis des Schmerztherapeutischen Kolloquiums Frankfurt
- 2004: Bundesverdienstkreuz am Bande

## Veröffentlichungen
Von Zimmermann gibt es 880 Publikationen überwiegend zu folgenden Themenbereichen: Neurale Mechanismen des Schmerzes und der Schmerzhemmung, De- und Regeneration im Nervensystem, Induzierte Transkription und Plastizität im Nervensystem als Mechanismen neuronaler Pathophysiologie, Apoptose und Neuroprotektion nach Trauma und Ischämie im Zentralnervensystem und zu gesundheitspolitischen und epidemiologischen Aspekte der schmerztherapeutischen Versorgung. Seit 1984 übernahm er die Herausgabe (mit Hermann Otto Handwerker) des ersten deutschsprachigen Schmerzlehrbuchs Schmerz – Konzepte und ärztliches Handeln (Springer-Verlag, Heidelberg), 1988 italienische Ausgabe (Fogliazza Editore, Milano).
- Zenz, Jurna: Schmerztherapie, WVG Stuttgart, 1993 (Autor)